# タイ航空
タイ航空（タイこうくう、タイ語: เดินอากาศไทย、英語: Thai Airways Company, TAC）は、かつて存在したタイの国内航空会社である。拠点はドンムアン国際空港（DMK＝旧:バンコク国際空港 BKK）の国内線ターミナルに置かれ、本社はバンコクのポーンプラープ区にあった。1988年、タイ航空は、タイ国際航空（タイ語: การบินไทย, 英語: Thai Airways International）に吸収合併された。
日本語では、「タイ航空機爆発事件」のように、タイ国際航空を指して「タイ航空」という表現を用いることがある。

## 歴史
1947年3月1日、当時の内閣の決議によって、国内航空会社シャム航空 (Siamese Airways Company Limited) が発足した。創業当初の機材は、ダグラス DC-3、ビーチクラフトC45、スチンソンL-5 センチネル、リアウィン (Rearwin Airplanes Inc.)、フェアチャイルドであった。初の営業飛行は、バンコク＝ピッサヌローク＝ラムパーン＝チェンマイを結ぶ路線であった。2日後には、チェンマイ＝メーサリアン＝メーホンソーンの路線が開設された。最初の国際路線は、1947年12月に開設されたバンコク＝ソンクラー＝ペナンであった。
タイ政府は、1951年11月1日に、シャム航空をパシフィック海外航空 (Pacific Overseas Airline (Siam) Limited, POAS) と合併させて、タイ航空株式会社 (タイ語: บริษัท เดินอากาศไทย จำกัด (บดท.); 英語: Thai Airways Company Limited, TAC) と改称し、「タイ航空 (Thai Airways)」とも称するようになった。
1960年、 タイ航空は国際線部門を担う別会社としてタイ国際航空 (タイ語: บริษัท การบินไทย จำกัด; 英語: Thai Airways International Company Limited, THAI) を設立し、スカンジナビア航空から資本金の3割、200万バーツの出資を受けた合弁事業としてこれを運営した。

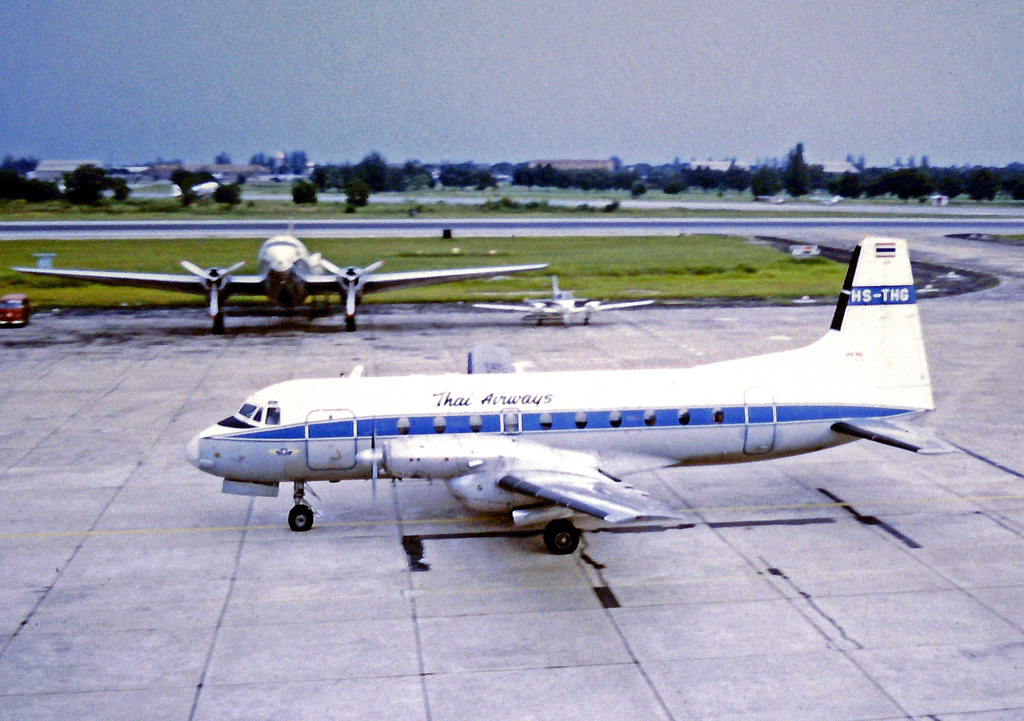
タイ航空のホーカー・シドレー748。バンコク空港にて、1974年撮影。

タイ航空は、1963年にターボプロップ機アブロ 748を購入し、1977年にはジェット機ボーイング737-200、1982年にはショート 330、1985年にはショート 360とエアバスA310-200を、それぞれ導入した。
1988年4月1日、タイ航空株式会社 (TAC) は、当時の首相プレーム・ティンスーラーノン陸軍大将が承認した内閣の決定に従ってタイ国際航空と合併し、タイ王国唯一のフラッグ・キャリアとなった。
タイ航空が所有していた11機（ボーイング737-200＝3機、ショート330＝4機、ショート360＝2機、エアバスA310-200＝2機）が加わり、タイ国際航空の所有機は41機となった。1988年末には、航空会社コードも、タイ国際航空のものに統一された。
かつてのタイ航空の本社であったポーンプラープ区のラーン・ルアン社屋 (the Larn Luang Office) は、タイ国際航空が使用している。

## 就航地

### タイ国内線
バンコク（ドンムアン国際空港）発着便
- チェンマイ
- チェンライ
- ハートヤイ（かつてはソンクラー）
- コーンケン
- ラムパーン
- ピッサヌローク
- プーケット
- ナコーンサワン
- ナコーンシータンマラート
- サコンナコーン
- スラートターニー
- スリン
- トラン
- ウボンラーチャターニー
- ウドーンターニー
- ウッタラディット

チェンマイ（チェンマイ国際空港）発着便
- チェンライ
- メーホンソーン
- メーサリエン
- メーソート
- ナーン

ハートヤイ（ハートヤイ国際空港）発着便
- プーケット
- パッターニー
- ナラーティワート

### 国際線
- ペナン  マレーシア
- クアラルンプール  マレーシア
- ハノイ（ノイバイ国際空港）  ベトナム

## 事件・事故
- 1980年4月27日 - コーンケンからバンコクへ向かっていたタイ航空231便 (Thai Airways Flight 231) のホーカーシドレー HS748機が、雷雨をともなった嵐の中で高度を保てなくなり、ドンムアン国際空港（旧・バンコク国際空港）から8マイル（およそ13キロメートル）の場所に墜落した。この事故では、乗員4名全員と、乗客49名のうち40名が死亡した[6]。
- 1985年4月15日 - タイ航空のボーイング737-200機が、プーケットの高台に衝突し、その衝撃とその後の火災で破壊された。この事故では、乗客4名、乗員7名全員が死亡した。墜落に至る前に、事故機は2つのエンジンがいずれも故障したことを連絡してきていた[7]。

- 1987年8月31日 - タイ航空365便墜落事故、ハートヤイからプーケットへ向かっていたボーイング737-200が、プーケット沖の海上に墜落した。乗員9名、乗客74名全員が死亡した[8]。